# Stazione di Pontetto
Stazione di Pontetto vasútállomás Olaszországban, Bogliasco településen.

## Vasútvonalak
Az állomást az alábbi vasútvonalak érintik:
- Pisa–La Spezia–Genova-vasútvonal

## Kapcsolódó állomások
A vasútállomáshoz az alábbi állomások vannak a legközelebb:
- Stazione di Bogliasco
- Pieve di Sori railway station